# Кіпрегель

Кіпрегель

Кіпреге́ль, Кіпреґе́ль (від нім. kippen - перекидати і фр. regle - лінійка) — оптичний прилад, який разом з мензулою використовують для топографічної зйомки місцевості.
Призначений для вимірювання вертикальних кутів, відстаней, перевищень і графічних побудов напрямків при виконанні топографічних зйомок.
Основними частинами кіпрегеля є зорова труба з сіткою ниткового віддалеміра, вертикальний круг для вимірювання вертикальних кутів, лінійка із скошеним ребром для накреслення ліній на планшеті.